# كتاب حماة السلوم
كتاب ألفه الصاغ محمود لبيب مؤسس تنظيم الضباط الأحرار وقدم له اللواء محمد صالح حرب باشا.

## ملخص  الكتاب
حيث قضى الصاغ لبيب بعضاً من سنوات خدمته بسيدي براني بالصحراء الغربية بعد نقله إليها عام 1910 عقاباً له علي قيادة مظاهرة احتجاجية علي تصريحات الرئيس الأمريكي روزفلت التي أثنى فيها على الاحتلال البريطاني لمصر والسودان. وفي سيدي براني تصدي لبيب ورجاله لمحاولة احتلال السلوم من قبل القوات الإيطالية كما تصدى لمحاولات الإنجليز لرفع العلم الإنجليزي عليها.